# 로드리게스날여우박쥐
로드리게스날여우박쥐 또는 로드리게스과일박쥐(Pteropus rodricensis)는 큰박쥐과에 속하는 박쥐의 일종이다. 인도양에 있는 모리셔스에 속하는 로드리게스섬의 토착종이다. 자연 서식지는 열대 저지대 숲이다. 군집 생활을 하는 동물로 낮 동안에는 대형 집단을 형성하여 둥지에서 생활하고, 밤에는 과즙을 짜고 과일에서 살을 발라내 먹는다. 사람들이 식용으로 사냥을 하고 개체수가 감소 추세를 보이며, 국제 자연 보전 연맹(IUCN)이 "멸종위급종"으로 지정하고 있다. 절멸을 방지하기 위한 노력으로 일부 박쥐를 포획하여 전 세계 여러 동물원에서 번식을 시키고 있다.